# I tre segugi
I tre segugi (titolo originale The Cask, letteralmente Il barile) è un romanzo poliziesco del 1920 dello scrittore Freeman Wills Crofts. I tre segugi, assieme a Poirot a Styles Court di Agatha Christie, viene considerato uno dei due romanzi che segnano l'inizio dell'età d'oro del giallo classico. Il titolo italiano si riferisce ai tre diversi investigatori impegnati nel caso: l'ispettore Burnley di Scotland Yard, l'ispettore Lefarge della Polizia di Parigi e l'investigatore privato Georges la Touche.

## Trama
Londra, 5 aprile 1912. Agli uffici della Compagnia di Navigazione a vapore Insulare e Continentale giunge notizia che il vapore Bullfinch proveniente da Rouen è arrivato al porto, pertanto il direttore generale Avery decide di inviare il giovane impiegato Broughton per controllare le operazioni di sbarco della spedizione di vino destinato alla Norton & Banks.
Durante le operazioni di scarico avviene un piccolo incidente ed alcuni barili vengono danneggiati. Uno di questi attira l'attenzione di Broughton, in quanto il barile è di fattura differente dagli altri, molto pesante e sicuramente non contenente vino. Da questo barile danneggiato è fuoriuscita della segatura, e, con grande sorpresa di Broughton e del capostiva Harkness, assieme a questa vi sono anche delle sterline d'oro.
Un'ispezione più accurata del barile, indirizzato a tale Leo Felix ad un indirizzo di Tottenham Court Road, provoca in Broughton e Harkness una sorpresa ancor più grande, dato che dentro il contenitore sembra esserci il cadavere di una donna. Prima ancora che si possa decidere che cosa fare, ai due uomini si presenta un uomo distinto dall'accento straniero, il signor Felix, che reclama la consegna immediata del barile.
Mentre Broughton si reca dal direttore Avery per informarlo dei fatti e decidere su come gestire la situazione, Felix riesce con l'inganno a convincere Harkness a consegnargli il barile, che viene trasportato con un carro per le vie di Londra fino alla villa Saint Malo di Felix, situata nella zona periferica a nord. Intanto a Scotland Yard il caso viene assegnato all'ispettore Burnley e viene diramato un avviso destinato a tutti i commissariati per ricercare il carro con cui il barile è stato trasportato. In tarda serata, grazie allo spirito di osservazione dell'agente Walker, che riconosce il carro ricercato e lo segue fino alla villa Saint Malo, l'ispettore Burnley prima interroga Felix e poi procede all'esame del barile, che tuttavia è sparito dalla rimessa dove era stato collocato. L'analisi accurata delle impronte lasciate sulla strada sterrata che conduce a Saint Malo, consente a Burnley di individuare l'autore del furto ed il sistema utilizzato per condurre in un luogo sicuro il barile.
Dopo il ritrovamento del barile, questo viene condotto a Scotland Yard, per essere infine aperto alla presenza di Leo Felix e degli ufficiali di polizia. Il barile è pieno di segatura che viene tolta gradualmente, rivelando la presenza di altre sterline d'oro ed infine il corpo senza vita di una donna. Alla vista del cadavere Felix urla "È Annette!" e sviene. L'eleganza dell'abito ed i gioielli della donna morta danno agli investigatori un indizio dell'ambiente dal quale ella proveniva; inoltre, attaccato al vestito si trova un biglietto in cui è scritto: "Con questo mezzo è restituito il vostro prestito di cinquanta sterline. Più sterline due e scellini dieci di interessi."

## Edizioni
- Freeman Wills Crofts, I tre segugi, collana I Libri Gialli, n.13, Mondadori, 1931.
- Freeman Wills Crofts, I tre segugi - L'incendio nella brughiera, traduzione di Grazia Griffini, collana I Grandi del Mistero, Mondadori, 1986,  p. 520.
- Freeman Wills Crofts, I tre segugi, (edizione non integrale), collana Il Giallo Economico Classico, n.90, Newton Compton.